# Jutta Limbach
Jutta Limbach (27 de março de 1934 - 10 de setembro de 2016) foi uma jurista e política alemã. Ela era membra do Partido Social Democrata da Alemanha (SPD) e atuou como presidente do Tribunal Constitucional Federal da Alemanha de 1994 a 2002, a primeira mulher neste cargo.

## Infância e educação
Nascida como Jutta Ryneck, Limbach cresceu em Berlim. Sua avó Elfriede Ryneck era membra da Assembleia Nacional de Weimar e do Reichstag, e seu pai Ernst Ryneck serviu como prefeito de Pankow depois de 1945. Limbach estudou direito em Berlim e Freiburg. Ela passou no primeiro e no segundo exame de direito estadual em 1958 e 1962. De 1963 a 1966 trabalhou como assistente de pesquisa na faculdade de direito da Universidade Livre de Berlim e obteve seu doutorado em direito em 1966, com uma tese em sociologia jurídica.

## Carreira
Limbach cumpriu os requisitos para ser nomeada professora pelo sistema educacional alemão em 1971. Em 1972, foi nomeada professora de direito civil, direito comercial e sociologia jurídica na Universidade Livre. De 1987 a 1989, foi membra de um conselho consultivo acadêmico do Ministério Federal da Família, da Terceira Idade, da Mulher e da Juventude.
Sob Walter Momper como prefeito, Limbach foi senadora pela Justiça em Berlim de 1989 a 1994. Durante seu mandato, promotores alemães emitiram um mandado de prisão contra Erich Honecker depois de descobrir ordens escritas do ex-líder da Alemanha Oriental para que os guardas do muro de Berlim atirassem para matar pessoas que tentavam fugir do país.
Em 1994, Limbach foi nomeada para o cargo de vice-presidente do Tribunal Constitucional Federal da Alemanha, no mesmo ano em que se tornou presidente, sucedendo Roman Herzog. Ela foi a primeira mulher presidente do tribunal e exerceu essa função até atingir o limite de idade de 68 anos em 2002. Durante sua liderança, o 2º Senado do Tribunal emitiu inúmeras decisões importantes, incluindo decisões sobre o processo criminal de ex-espiões da Stasi e a adesão da Alemanha à União Econômica e Monetária da União Europeia.

### Após política
Limbach tornou-se então presidente da organização alemã sem fins lucrativos Goethe-Institut. Em 2004, ela foi repetidamente indicada como possível candidata para suceder Johannes Rau como presidente da Alemanha nas eleições daquele ano. Limbach foi membra do comitê do Prêmio da Paz do Comércio Livreiro Alemão.
Em 2005 e 2006, Limbach foi membra do Grupo de Sábios, que foi encarregado pelo Conselho da Europa de desenvolver estratégias para administrar a carga de trabalho do Tribunal Europeu de Direitos Humanos. Em 2007, foi membra do Grupo de Intelectuais para o Diálogo Intercultural criado por iniciativa da Comissão Europeia.
Em 2010, em uma entrevista propôs que a ativista liberal de direitos humanos Sabine Leutheusser-Schnarrenberger fosse nomeada juíza no tribunal, elogiando sua "honestidade intelectual"; em vez disso, Andreas Voßkuhle foi nomeado pelo SPD.
Em 2013, Limbach foi premiada na NRW School of Governance da Universidade de Duisburg-Essen. Durante o semestre de inverno de 2014, ela deu palestras e seminários na universidade.
A partir de 2003, Limbach chefiou a chamada Comissão Limbach (comissão sobre a devolução de bens culturais apreendidos como resultado da perseguição nazista, especialmente propriedades judaicas), convocada pelo governo alemão para restituir obras de arte roubadas ou compradas sob coação pelos nazistas; as decisões não são juridicamente vinculativas, mas pretendem ser uma forma de mediação em disputas. Em 2014, a Comissão Limbach foi chamada para aconselhar sobre cerca de uma dúzia de casos de restituição.

## Prêmios e reconhecimentos
Limbach recebeu títulos honorários da Universidade Masaryk (1997), Universidade de Basel (1999), Universidade Erasmus Rotterdam (2002), University College London (2002), Universidade de York (2003) e Universidade de Bremen (2008). Em 1999, ela foi nomeada Bencheiro Honorário do Gray's Inn. Ela também recebeu vários prêmios, incluindo a Grande Decoração de Honra em Ouro da República da Áustria (1998) e a Medalha Louise-Schroeder (2005).

## Vida pessoal
Limbach morreu em 10 de setembro de 2016, aos 82 anos, em Berlim.